# Lonchoptera transvaalensis
Espèce
Lonchoptera transvaalensis est une espèce de diptères de la famille des Lonchopteridae.

## Étymologie
Son nom spécifique, composé de transvaal et du suffixe latin -ensis, « qui vit dans, qui habite », lui a été donné en référence au lieu de sa découverte, le Transvaal, une ancienne province d'Afrique du Sud. 

## Publication originale
- (en) Brian Roy Stuckenberg, « The genus Lonchoptera Meigen in Southern Africa (Diptera: Lonchopteridae) », Journal of the Entomological Society of Southern Africa, vol. 26, no 1,‎ juin 1963, p. 128-143 (ISSN 0013-8789, OCLC 01568026, lire en ligne).